# Alexis Wangmene
Alexis Mang-Ikri Wangmene (ur. 1 marca 1989 w Jaunde) – kameruński koszykarz, występujący na pozycji skrzydłowego.
6 listopada 2015 został zawodnikiem BM Slam Stali Ostrów Wielkopolski.
9 stycznia 2020 opuścił klub Saint-Quentin Basket-Ball, występujący w II lidze francuskiej (Pro-B).

## Osiągnięcia
NCAA
- Uczestnik rozgrywek NCAA Sweet Sixteen (2008)
- 5-krotny uczestnik turnieju NCAA (2008, 2009, 2010, 2011, 2012)

Drużynowe
- Zdobywca Pucharu Słowenii (2015)
- Uczestnik rozgrywek Ligi Adriatyckiej (2014/15)

Indywidualne
- MVP 18. rundy ligi słoweńskiej (2013/14)[3]

Reprezentacja
- 4-krotny uczestnik mistrzostw Afryki (2009 – 4. miejsce, 2011 – 7. miejsce, 2013 – 5. miejsce, 2015 – 9. miejsce)[3]